# Burg Neu-Wolfskehlen

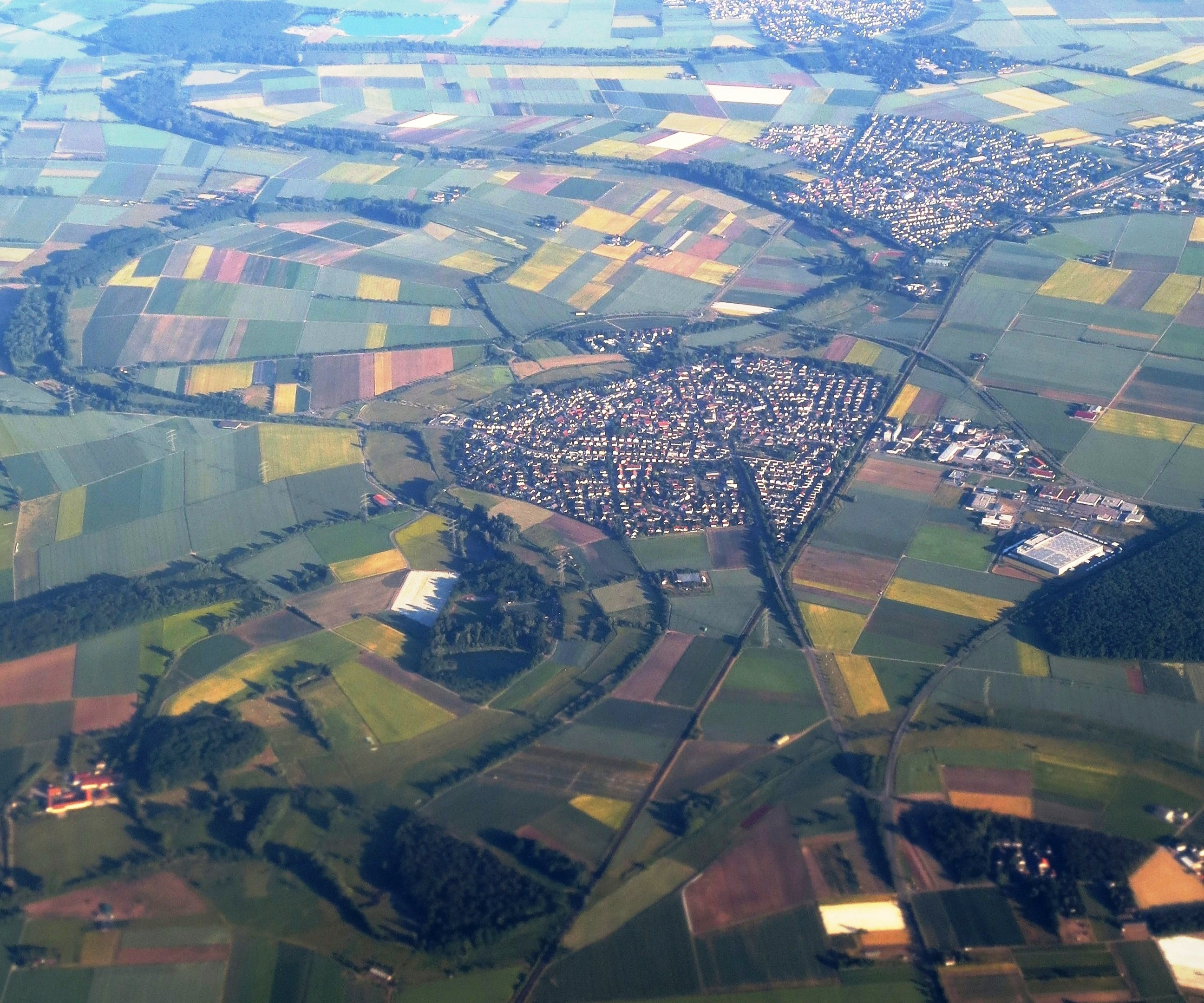
Bildmitte der Ort Wolfskehlen; darüber in der Wiese zum gelblichen Kornfeld liegen die Überreste der Burg Neu-Wolfskehlen. Mitte links am oberen Ende der darüber liegenden Neckarschleife lag die Burg Alt-Wolfskehlen

Die Burg Neu-Wolfskehlen, auch Neue Burg genannt, ist eine abgegangene Niederungsburg im Gebiet des heutigen Stadtteils Wolfskehlen der Stadt Riedstadt im Kreis Groß-Gerau in Hessen.

## Lage
Die Lage der Burg konnte bis 2014 nicht mehr genau lokalisiert werden. Im Historischen Ortslexikon des Landesgeschichtlichen Informationssystem Hessens LAGIS wird die Burg nordwestlich Wolfkehlens verortet, nach den spärlichen Urkunden wurde sie im Bereich der westlich des Ortes in Nord-Süd-Richtung vorbeiziehenden hier so genannten „Hohen Straße“ mit der Kreuzung zum Weg nach Oppenheim vermutet, was eine Lage südwestlich des Ortes annehmen würde (ein genanntes Gewann „Steinacker“ findet sich heute nicht mehr im Flurnamenverzeichnis). Das Groß-Gerauer Heimatbuch nennt eine Lage ca. 400 Meter südöstlich der Kirche in der Nähe des Nebenbahnhofes der Strecke Goddelau-Griesheim.
Ab 2014 kümmerte sich der Verein Terraplana in seiner Arbeit Forschungsprojekt Niederungsburgen auch um diese Burgstelle. Frühere Luftbildaufnahmen am südöstlichen Ortsrand der Gemeinde in der Flur „Bei der Hofstatt“ auf einer feuchten Wiese, die wohl ein ehemaliges Moor im verlandeten alten Neckarbett war, zeigen zwischen Scheidgraben, einem linken Zufluss des Darmbachs, und heutigem südöstlichen Ortsrand entlang der Straße In der Hochstadt eine nahezu quadratische Struktur, die durch negative Bewuchsmerkmale hervorgerufen wird und auf Mauerreste oder Ausbruchgräben schließen ließ. Tiefer liegende grabenartige Strukturen wurden bei Begehungen erkannt. Eine Annahme eines römischen Kastells wurde mit mittelalterlichen Scherbenfunden widerlegt. Geophysikalische Untersuchungen im Juli 2014 mittels Bodenradar und im September 2017 mittels Geomagnetik zeigten, dass dies der Standort der ehemaligen Burg Neu-Wolfskehlen war.

## Geschichte
Drei der jüngeren Söhne des Gerardus de Wolfskehlen, der die Burg Alt-Wolfskehlen erbaut haben soll, schufen sich, vermutlich zu Beginn des 13. Jahrhunderts gemeinschaftlich einen neuen Rittersitz, die Burg Neu-Wolfskehlen, dem aber keine lange Zeit beschieden war.
Die von den Herren von Wolfskehlen erbaute Burg, eine quadratische Kastellanlage mit einfachem Wohnbau und Turm, deren Standort erst ab 2014 wieder genau lokalisiert ist, wurde erstmals 1252 durch den Verkauf an den Erzbischof Gerhard von Mainz erwähnt – die Herren von Wolfskehlen nahmen es wohl als Lehen; ein Kronberger als Mainzer Burggraf ist 1298 belegt. Vermutlich wurde die Burg schon 1301 im Zuge einer Fehde zwischen dem Erzstift Mainz und dem deutschen König Albrecht zerstört.
Nach dem Mittelalter wurden die Steinreste für Ortsbauten entnommen und die Burg bis auf die Grundmauern entkernt, wie die geomagnetischen Untersuchungen der 2010er Jahre belegen.

## Beschreibung
Diese ergibt sich aus den Ergebnissen der Untersuchungen des Vereins Terraplana von 2014 und 2017.
Mit hoher Sicherheit können die Ergebnisse so ausgelegt werden, dass eine Kernburg, eine Vorburg und Gräben bzw. Mauern einer rechteckig angenommenen Umwehrung vorhanden waren. Das Gebiet der Vorburg dürfte dabei bis an die moderne Bebauung von Wolfskehlen reichen und ist nicht vollständig untersucht.
Gefundene und prospektierte Holzpfähle zeigen, dass die Burg auf einem Pfahlrost errichtet wurde.
Die etwa 50 × 50 m große Kernburg im südöstlichen Bereich der vorgenommenen Messfläche befindet sich auf einer deutlichen Geländeerhebung, ist dichter bebaut gewesen und war mit einer Steinmauer umgeben. Im nordwestlichen Bereich der Kernburg wird ein quadratischer Grundriss mit etwa 9,30 m Kantenlänge als Grundriss eines Turmes (Burgfried) mit einem Innenraum von etwa 4 m Breite gedeutet. Die sich ergebende Materialbreite von 2,60 m wird nicht als Mauerrest gedeutet, sondern als breiter abgelagerter Mörtel und Steinrest des ausgebrochenen Turmes. Über die Stärke der Mauer können keine genauen Angaben gemacht werden.
An der südwestlichen und nordwestlichen Seite der Burg wird aus den geomagnetischen Messungen eine zweite Mauer angenommen, die die Kernburg wie einen Zwinger umfasste, in dem ein größerer Keller angenommen wird. Beiden Mauern könnten aus verschiedenen Bauphasen der Burg stammen und müssen nicht gleichzeitig bestanden haben. Dies ist durch die kurze Existenzzeit der Burg aber nicht sehr wahrscheinlich.